# Curtiss XP-62
Curtiss XP-62 – prototypowy myśliwiec zaprojektowany w zakładach Curtiss-Wright Corporation na zamówienie United States Army Air Corps (USAAC). XP-62 był największym jednosilnikowym samolotem amerykańskim zbudowanym w okresie II wojny światowej. Powstał tylko jeden prototyp.

## Tło historyczne
W styczniu 1941 dowództwo USAAC wyraziło zainteresowanie zaprojektowaniem nowego ciężko uzbrojonego myśliwca przechwytującego. Jego prędkość na wysokości 27 000 stóp (ok. 8200 m) miała wynosić przynajmniej 468 mil na godzinę (753 km/h), a uzbrojenie miało się składać z ośmiu działek 20 mm lub dwunastu karabinów maszynowych 12,7 mm. W odpowiedzi 29 kwietnia Curtiss zaproponował budowę samolotu z silnikiem napędzającym śmigła przeciwbieżne. Ponieważ samolot miał być przeznaczony do walk na wysokim pułapie, silnik miał być wyposażony w turbosprężarkę i miał posiadać ciśnieniową kabinę pilota. 27 czerwca United States Army Air Forces (USAAC przekształcił się w USAAF tydzień wcześniej, 20 czerwca) zamówił dwa prototypy samolotu, pierwszy z nich otrzymał oznaczenie XP-62 i miał być dostarczony w ciągu 15 miesięcy, drugi noszący oznaczenie XP-62A miał zostać przekazany USAAF nie później niż trzy miesiące po pierwszym prototypie.

## Opis konstrukcji
Curtiss XP-62 był jednomiejscowym dolnopłatem o konstrukcji całkowicie metalowej z podwoziem klasycznym wciąganym w locie. Napęd samolotu stanowił 18-cylindrowy silnik Wright R-3350 Duplex-Cyclone o mocy 2300 KM napędzający dwa śmigła przeciwbieżne. Był to pierwszy amerykański myśliwiec jednomiejscowy, który jeszcze w fazie projektował został wyposażony w kabinę ciśnieniową (powstały wcześniej Lockheed P-38 Lightning w wersji XP-38A był pierwszym amerykańskim myśliwcem z taką kabiną, ale powstał on w wyniku modyfikacji istniejącej już wcześniej konstrukcji.
Uzbrojenie początkowo stanowiło osiem działek 20 mm, w późniejszym czasie ich liczbę zredukowano do czterech.

## Historia
2 sierpnia 1941 Curtiss wystąpił do USAAF z sugestią zmian niektórych danych technicznych samolotu, między innymi zmniejszono jest oczekiwaną prędkość maksymalną do 448 mil na godzinę (720 km/h), a jego masa wzrosła o 1537 funtów (prawie 700 kg). W grudniu tego roku USAAF dokonał inspekcji modelu samolotu i zaproponował następnych 90 zmian. 1 stycznia dokonano dalszej analizy projektu, w wyniku której rekomendowano zmniejszenie masy samolotu do 14 tysięcy funtów (6350 kg), zmniejszenie uzbrojenia do czterech działek 20 mm i niewyposażenie samolotu w instalację do usuwania lodu ze śmigieł.
25 maja podpisano kontrakt na dostawę 100 myśliwców XP-62 do maja 1943, ale już 27 sierpnia USAAF anulował ten kontrakt, obawiając się, że konstrukcja nowych samolotów wpłynie negatywnie na produkcję myśliwców P-47G Thunderbolt budowanych licencyjnie w fabryce Curtissa.
Pomimo braku kontraktu na samolot, w zakładach Curtissa kontynuowano prace nad XP-62 i ostatecznie pierwszy lot nowego samolotu odbył się 21 lipca 1943. Kontrakt na dostarczenie XP-62A anulowano 21 września 1943. XP-62 przeszedł tylko bardzo podstawowe testy w czasie oblatywania, cały projekt został zakończony w 1944.